# Neuseeländische Badmintonmeisterschaft 2015
Die Neuseeländische Badmintonmeisterschaft 2015 fand vom 30. Mai bis zum 1. Juni 2015 im North Harbour Badminton Centre in Auckland statt.

## Medaillengewinner
| Disziplin    | Gold                                   | Silber                                   | Bronze                        |
| ------------ | -------------------------------------- | ---------------------------------------- | ----------------------------- |
| Herreneinzel | Oscar Guo                              | Brock Matheson                           | Niccolo Tagle                 |
| Dameneinzel  | Vicki Copeland                         | Sally Fu                                 | Christine Zhang               |
| Herrendoppel | Thomas Ellis Wayne Newman              | Luke Charlesworth Kevin Dennerly-Minturn | Samuel Ho Riga Oud            |
| Damendoppel  | Michelle Chan Danielle Tahuri          | Vicki Copeland Anona Pak                 | Rowena Devathasan Deborah Yin |
| Mixed        | Kevin Dennerly-Minturn Danielle Tahuri | Maika Phillips Anona Pak                 | Dylan Soedjasa Alyse Derby    |